# Esenlik, Pütürge
Esenlik là một xã thuộc huyện Pütürge, tỉnh Malatya, Thổ Nhĩ Kỳ. Dân số thời điểm năm 2011 là 54 người.